# Agrotis centrifasciata
Agrotis centrifasciata är en fjärilsart som beskrevs av Barend J. Lempke 1962. Agrotis centrifasciata ingår i släktet Agrotis och familjen nattflyn. Inga underarter finns listade i Catalogue of Life.